# Konstantinos Sapountzakis
Konstantinos Sapountzakis (en griego: Κωνσταντίνος Σαπουντζάκης; 1846–1931) fue un oficial del Ejército Helénico. Destaca como primer jefe del Estado Mayor del Ejército Heleno y como primer comandante del Ejército del Epiro durante la Primera Guerra de los Balcanes.

## Primeros años de carrera
Hijo del teniente general Vasileios Sapountzakis, nació en Nafplio en 1846. Ingresó en la Academia del Ejército Helénico, graduándose como ayudante de artillería en 1865. Fue subteniente el 9 de mayo de 1867, teniente en 1873, capitán de segunda clase en 1878, capitán de primera clase en 1880, mayor en 1882, teniente coronel en 1890 y coronel en 1896. En 1867 regresó a Creta y, junto con su padre, luchó en la Sublevación cretense. Tras el fracaso de la revuelta, fue enviado a estudiar al extranjero, en Alemania, Gran Bretaña y Francia.
Fue nombrado profesor de tecnología militar en la Academia del Ejército, así como tutor y ayudante de campo de Príncipe heredero Constantino. Al estallar la Guerra Greco-Turca de 1897, con el grado de coronel, asumió las funciones de jefe de Estado Mayor del príncipe heredero, que ejercía el mando general de la principal fuerza de campo griega, el Ejército de Tesalia.. Mal entrenado y dirigido, el ejército griego fue derrotado y obligado a retirarse. Posteriormente, Sapountzakis fue destituido de sus funciones.

## Jefe de Estado Mayor y Guerras de los Balcanes

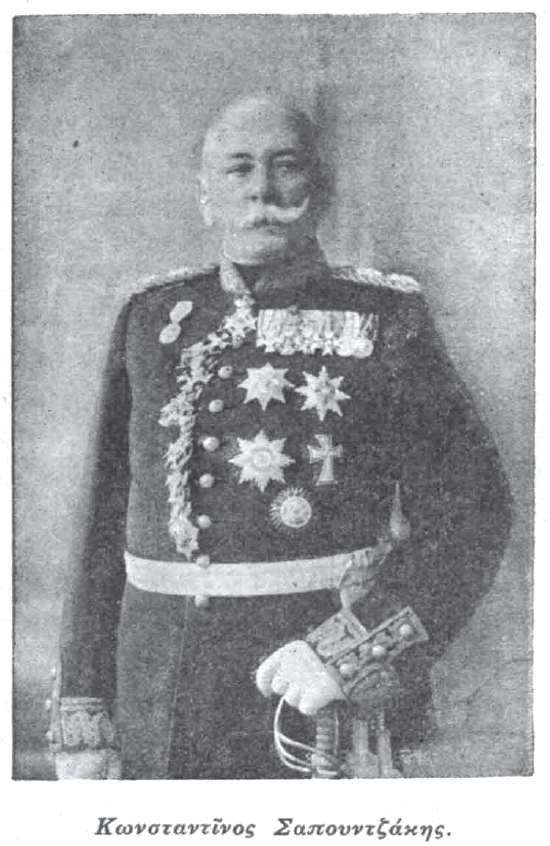
Photograph of Lt Gen Sapountzakis

En 1899, fue nombrado jefe del Departamento de Personal del Ministerio de Asuntos Militares, y en 1901 fue nombrado jefe de Estado Mayor de la Comandancia General del Ejército, que se convirtió en el Estado Mayor del Ejército Helénico en 1904, siendo Sapountzakis su primer jefe. Desde este puesto, supervisó la reorganización del Ejército bajo los gabinetes de Georgios Theotokis.

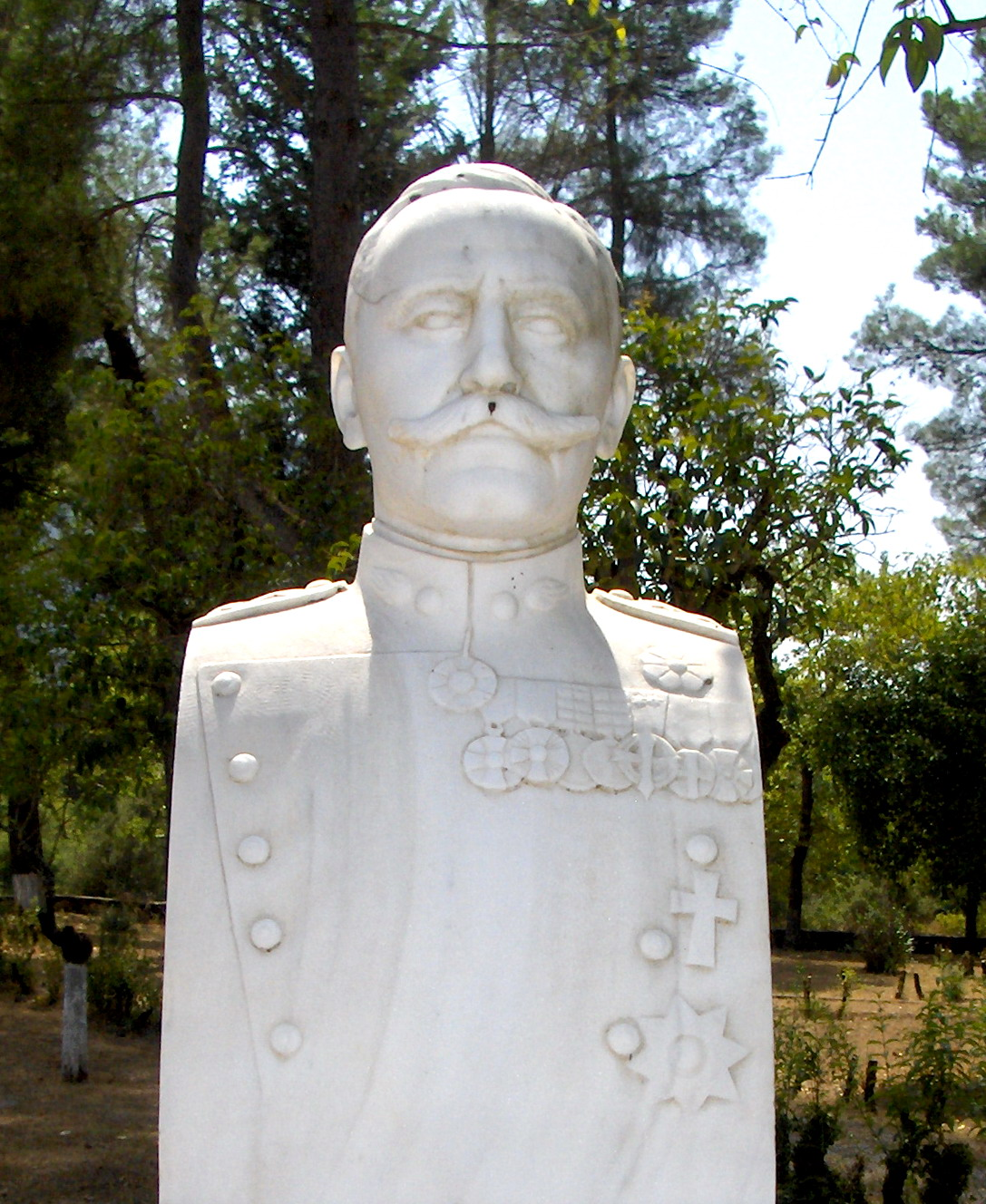
Busto de mármol del Teniente General Sapountzakis en la posada Emin Aga, Ioannina.

Ascendido a general de división en 1909, en 1910-12 fue jefe del Servicio de Estado Mayor del Ministerio de Asuntos Militares. El 9 de abril de 1912 fue nombrado futuro comandante en jefe del Ejército de Tesalia en tiempo de guerra, así como presidente del Tribunal Militar de Revisión. Ese mismo año fue ascendido a teniente general. Con el estallido de la Primera Guerra de los Balcanes, el 5 de octubre de 1912, fue puesto al mando del Ejército de Epiro, cargo que ocupó hasta el 11 de febrero de 1913. El Ejército del Epiro era, con mucho, el más pequeño de los dos ejércitos de campaña desplegados por Grecia y comprendía efectivamente una pequeña división de infantería, con 8.197 hombres y 24 cañones. Enfrentado a fuerzas otomanas superiores (unos 15.000 hombres con 32 cañones de la 23.ª División Regular y la 23.ª División de Reserva), así como a la posición fuertemente fortificada de Bizani, que custodiaba los accesos al sur de Ioannina, su misión era totalmente secundaria frente al Ejército principal de Tesalia, dirigido de nuevo por el Príncipe Heredero Constantino.
Sin embargo, los griegos avanzaron y tomaron Preveza el 21 de octubre de 1912, y rechazaron una contraofensiva otomana en la Batalla de Pente Pigadia del 24 al 30 de octubre. Posteriormente, las operaciones se estancaron mientras ambos bandos esperaban refuerzos. Con la llegada de la 2.ª División de Infantería, los griegos reanudaron su ofensiva hacia Ioannina el 12 de diciembre. A pesar del éxito inicial y de la captura de la cresta de Aetorrachi, el asalto griego vaciló ante los cañones de Bizani y las sucesivas contraofensivas otomanas. La ofensiva terminó el 10 de diciembre y las operaciones degeneraron en una guerra de posiciones. A medida que se retiraban más fuerzas de Macedonia hacia el Epiro, el príncipe heredero Constantino pasó a asumir el mando en el Epiro en enero de 1913, mientras que Sapountzakis fue relegado al mando de un destacamento compuesto por la 6.ª y la 8.ª Divisiones de Infantería. Desde este puesto participó en la captura final de Bizani y Ioannina el 22 de febrero de 1913.
Tras la caída de Ioannina, Sapountzakis se retiró del Ejército. Fue nombrado director de la Caja de Pensiones del Ejército en 1926-29, y murió en 1931. Estaba casado pero no tuvo hijos.